# Jack Schofield
Pour les articles homonymes, voir Schofield (homonymie).
Jack Schofield (né le 30 octobre 1947 et mort le 31 mars 2020) est un journaliste britannique du journal The Guardian.
Il a édité des périodiques de photographie et d'informatique, et produit un certain nombre de livres sur la photographie et l'informatique, dont The Darkroom Book (1981).

## Carrière
Jack Schofield a édité divers magazines de photographie au cours des années 1970 : Photo Technique, Film Making, You & Your Camera (a partwork ), et Zoom ainsi que le journal de la Royal Photographic Society, The Photographic Journal.
En 1983, il a commencé à écrire une chronique informatique hebdomadaire dans Futures Micro Guardian, dès son premier numéro, dans The Guardian. Il est également devenu rédacteur en chef du mensuel Practical Computing en 1984. En septembre 1985, il est employé au journal The Guardian pour lancer Computer Guardian, supplément hebdomadaire du journal. Il a continué à couvrir la technologie pour The Guardian jusqu'en 2010, date à laquelle il est passé à la seule rédaction de la rubrique Ask Jack du journal.
Jack Schofield a également écrit sur la thématique informatique pour Reuters et écrit un blog pour ZDNet,. Il a produit plusieurs livres sur la photographie et l'informatique.